# 美馬市立美馬小学校
美馬市立美馬小学校（みましりつ みましょうがっこう）は、徳島県美馬市美馬町にある公立の小学校。
2017年（平成29年）4月1日に開校した。

## 概要
卒業後は美馬市立美馬中学校へ進学する。

### 校歌
美馬小学校歌
- 作詞・作曲：校歌作成委員会[1]

## 沿革
- 2017年（平成29年）4月1日 - 美馬市立郡里小学校・美馬市立喜来小学校・美馬市立芝坂小学校・美馬市立重清東小学校・美馬市立重清西小学校の5つの小学校が統合し美馬市立美馬中学校の敷地内に美馬小学校が開校した[2]。

## 通学区域が隣接している学校
- 美馬市立岩倉小学校
- つるぎ町立太田小学校
- つるぎ町立貞光小学校
- つるぎ町立半田小学校
- 三好市立王地小学校
- 香川県まんのう町立琴南小学校
- 香川県高松市立塩江小学校

### 参照
1. ↑  校歌と校章決まる 美馬小学校、2017年4月開校 徳島新聞
2. ↑  市立小学校 美馬市